# Seznam dílů seriálu Sestřička Jackie
Toto je seznam dílů seriálu Sestřička Jackie.

## Přehled řad
| Řada | Díly | Premiéra v USA  | Premiéra v USA  | Premiéra v ČR    | Premiéra v ČR      |
| Řada | Díly | První díl       | Poslední díl    | První díl        | Poslední díl       |
| ---- | ---- | --------------- | --------------- | ---------------- | ------------------ |
| 1    | 12   | 8. června 2009  | 24. srpna 2009  | 7. ledna 2014    | 8. dubna 2014      |
| 2    | 12   | 22. března 2010 | 7. června 2010  | 15. dubna 2014   | 1. července 2014   |
| 3    | 12   | 28. března 2011 | 20. června 2011 | 8. července 2014 | 23. září 2014      |
| 4    | 10   | 8. dubna 2012   | 17. června 2012 | 1. října 2014    | 9. prosince 2014   |
| 5    | 10   | 14. dubna 2013  | 16. června 2013 | 7. června 2016   | 23. srpna 2016     |
| 6    | 12   | 13. dubna 2014  | 29. června 2014 | 30. srpna 2016   | 15. listopadu 2016 |
| 7    | 12   | 12. dubna 2015  | 28. června 2015 | 3. ledna 2018    | 21. března 2018    |

## Seznam dílů

### První řada (2009)
| Č. v seriálu | Č. v řadě | Původní název          | Český název          | Režie         | Scénář                                  | Premiéra v USA    | Premiéra v ČR   |
| ------------ | --------- | ---------------------- | -------------------- | ------------- | --------------------------------------- | ----------------- | --------------- |
| 1            | 1         | Pilot                  | Sestřička Jackie     | Allen Coulter | Liz Brixius, Linda Wallem a Evan Dunsky | 8. června 2009    | 7. ledna 2014   |
| 2            | 2         | Sweet 'n All           | Sladidlo             | Craig Zisk    | Liz Brixius a Linda Wallem              | 15. června 2009   | 14. ledna 2014  |
| 3            | 3         | Chicken Soup           | Slepičí polévka      | Craig Zisk    | Mark Hudis                              | 22. června 2009   | 21. ledna 2014  |
| 4            | 4         | School Nurse           | Školní sestra        | Steve Buscemi | Christine Zander                        | 29. června 2009   | 28. ledna 2014  |
| 5            | 5         | Daffodil               | Narcis               | Steve Buscemi | Taii K. Austin                          | 6. července 2009  | 4. února 2014   |
| 6            | 6         | Tiny Bubbles           | Bublinky             | Craig Zisk    | Rick Cleveland                          | 13. července 2009 | 25. února 2014  |
| 7            | 7         | Steak Knife            | Steakový nůž         | Steve Buscemi | Nancy Fichman a Jennifer Hoppe          | 20. července 2009 | 4. března 2014  |
| 8            | 8         | Pupil                  | Zornice              | Steve Buscemi | Liz Flahive                             | 27. července 2009 | 11. března 2014 |
| 9            | 9         | Nosebleed              | Krvácení z nosu      | Paul Feig     | John Hilary Shepherd                    | 3. srpna 2009     | 18. března 2014 |
| 10           | 10        | Ring Finger            | Prsteníček           | Paul Feig     | Liz Brixius                             | 10. srpna 2009    | 25. března 2014 |
| 11           | 11        | Pill O-Matix           | Automat na léky      | Scott Ellis   | Rick Cleveland                          | 17. srpna 2009    | 1. dubna 2014   |
| 12           | 12        | Health Care and Cinema | Zdravotnictví a film | Scott Ellis   | Liz Brixius a Linda Wallem              | 24. srpna 2009    | 8. dubna 2014   |

### Druhá řada (2010)
| Č. v seriálu | Č. v řadě | Původní název       | Český název    | Režie          | Scénář                               | Premiéra v USA  | Premiéra v ČR    |
| ------------ | --------- | ------------------- | -------------- | -------------- | ------------------------------------ | --------------- | ---------------- |
| 13           | 1         | Comfort Food        | Útěšné jídlo   | Paul Feig      | Linda Wallem a Liz Brixius           | 22. března 2010 | 15. dubna 2014   |
| 14           | 2         | Twitter             | Twitter        | Paul Feig      | Mark Hudis                           | 29. března 2010 | 22. dubna 2014   |
| 15           | 3         | Candyland           | Bonbónová země | Alan Taylor    | Rick Cleveland                       | 5. dubna 2010   | 29. dubna 2014   |
| 16           | 4         | Apple Bong          | Jablečný bong  | Alan Taylor    | Christine Zander                     | 12. dubna 2010  | 6. května 2014   |
| 17           | 5         | Caregiver           | Pečovatelka    | Adam Bernstein | Liz Brixius                          | 19. dubna 2010  | 13. května 2014  |
| 18           | 6         | Bleeding            | Krvácení       | Adam Bernstein | Nancy Fichman a Jennifer Hoppe-House | 26. dubna 2010  | 20. května 2014  |
| 19           | 7         | Silly String        | Hloupá struna  | Paul Feig      | Liz Flahive                          | 3. května 2010  | 27. května 2014  |
| 20           | 8         | Monkey Bits         | Opičí kousky   | Paul Feig      | Liz Flahive                          | 10. května 2010 | 3. června 2014   |
| 21           | 9         | P.O. Box            | P.O.Box        | Paul Feig      | Mark Hudis                           | 17. května 2010 | 10. června 2014  |
| 22           | 10        | Sleeping Dogs       | Spící psi      | Paul Feig      | Liz Brixius                          | 24. května 2010 | 17. června 2014  |
| 23           | 11        | What the Day Brings | Co den přinese | Paul Feig      | Rick Cleveland                       | 31. května 2010 | 24. června 2014  |
| 24           | 12        | Years of Service    | Roky služby    | Paul Feig      | Liz Brixius a Linda Wallem           | 7. června 2010  | 1. července 2014 |

### Třetí řada (2011)
| Č. v seriálu | Č. v řadě | Původní název                | Český název                      | Režie                    | Scénář                      | Premiéra v USA  | Premiéra v ČR     |
| ------------ | --------- | ---------------------------- | -------------------------------- | ------------------------ | --------------------------- | --------------- | ----------------- |
| 25           | 1         | Game On                      | Hrajeme dál                      | Steve Buscemi            | Liz Brixius a Linda Wallem  | 28. března 2011 | 8. července 2014  |
| 26           | 2         | Enough Rope                  | Dost lana                        | Steve Buscemi            | Liz Brixius                 | 4. dubna 2011   | 15. července 2014 |
| 27           | 3         | Play Me                      | Hraj na mě                       | Michael Lehmann          | Linda Wallem                | 11. dubna 2011  | 22. července 2014 |
| 28           | 4         | Mitten                       | Rukavice                         | Michael Lehmann          | Liz Flahive                 | 18. dubna 2011  | 29. července 2014 |
| 29           | 5         | Rat Falls                    | Krysí pád                        | Tristram Shapeero        | Alison McDonald             | 25. dubna 2011  | 5. srpna 2014     |
| 30           | 6         | When the Saints Go           | Když svatí jdou                  | Tristram Shapeero        | Liz Brixius                 | 2. května 2011  | 12. srpna 2014    |
| 31           | 7         | Orchids and Salami           | Orchideje a salám                | Bob Balaban              | Ellen Fairey                | 9. května 2011  | 19. srpna 2014    |
| 32           | 8         | The Astonishing              | Zázračná                         | Bob Balaban              | Rajiv Joseph                | 16. května 2011 | 26. srpna 2014    |
| 33           | 9         | Have You Met Ms. Jones?      | Znáte slečnu Jonesovou?          | Daisy von Scherler Mayer | Liz Brixius a Wyndham Lewis | 23. května 2011 | 2. září 2014      |
| 34           | 10        | Fuck the Lemurs              | Kašli na lemury                  | Daisy von Scherler Mayer | Liz Brixius                 | 6. června 2011  | 9. září 2014      |
| 35           | 11        | Batting Practice             | Trénink s pálkou                 | Linda Wallem             | Liz Flahive                 | 13. června 2011 | 16. září 2014     |
| 36           | 12        | ...Deaf Blind Tumor Pee-Test | Hluchý, slepý, nádor a test moči | Linda Wallem             | Liz Brixius                 | 20. června 2011 | 23. září 2014     |

### Čtvrtá řada (2012)
| Č. v seriálu | Č. v řadě | Původní název             | Český název             | Režie           | Scénář                    | Premiéra v USA  | Premiéra v ČR      |
| ------------ | --------- | ------------------------- | ----------------------- | --------------- | ------------------------- | --------------- | ------------------ |
| 37           | 1         | Kettle-Kettle-Black-Black | Detox                   | Linda Wallem    | Liz Brixius               | 8. dubna 2012   | 30. září 2014      |
| 38           | 2         | Disneyland Sucks          | Disneyland              | Linda Wallem    | Liz Brixius               | 15. dubna 2012  | 7. října 2014      |
| 39           | 3         | The Wall                  | Zeď                     | Seith Mann      | Liz Flahive               | 22. dubna 2012  | 14. října 2014     |
| 40           | 4         | Slow Growing Monsters     | Pomalu rostoucí obludy  | Seith Mann      | Ellen Fairey              | 29. dubna 2012  | 21. října 2014     |
| 41           | 5         | One-Armed Jacks           | Jackie s jedním ramenem | Bob Balaban     | Rajiv Joseph              | 6. května 2012  | 4. listopadu 2014  |
| 42           | 6         | No-Kimono-Zone            | Bezkimonová zóna        | Bob Balaban     | Liz Brixius               | 13. května 2012 | 11. listopadu 2014 |
| 43           | 7         | Day of the Iguana         | Den leguána             | Miguel Arteta   | Wyndham Lewis             | 20. května 2012 | 18. listopadu 2014 |
| 44           | 8         | Chaud & Froid             | Horká a studená         | Miguel Arteta   | Liz Flahive               | 3. června 2012  | 25. listopadu 2014 |
| 45           | 9         | Are Those Feathers?       | Stokrát nic             | Randall Einhorn | Liz Brixius a Liz Flahive | 10. června 2012 | 2. prosince 2014   |
| 46           | 10        | Handle Your Scandal       | Zvládni svůj skandál    | Randall Einhorn | Liz Brixius               | 17. června 2012 | 9. prosince 2014   |

### Pátá řada (2013)
| Č. v seriálu | Č. v řadě | Původní název          | Český název                             | Režie                 | Scénář                                               | Premiéra v USA  | Premiéra v ČR     |
| ------------ | --------- | ---------------------- | --------------------------------------- | --------------------- | ---------------------------------------------------- | --------------- | ----------------- |
| 47           | 1         | Happy Fucking Birthday | Všechno nejlepší k posraným narozeninám | Randall Einhorn       | Clyde Phillips                                       | 14. dubna 2013  | 7. června 2016    |
| 48           | 2         | Luck of the Drawing    | Štěstí s kresbou                        | John Cameron Mitchell | Tom Straw                                            | 21. dubna 2013  | 14. června 2016   |
| 49           | 3         | Smile                  | Usmívej se                              | Randall Einhorn       | Liz Flahive                                          | 28. dubna 2013  | 21. června 2016   |
| 50           | 4         | Lost Girls             | Ztracená děvčata                        | Romeo Tirone          | Michael Davidoff a Bill Rosenthal                    | 5. května 2013  | 28. června 2016   |
| 51           | 5         | Good Thing             | Dobrá věc                               | Randall Einhorn       | Cindy Caponera                                       | 12. května 2013 | 5. července 2016  |
| 52           | 6         | Walk of Shame          | Chodník hanby                           | Seith Mann            | Abe Sylvia                                           | 19. května 2013 | 12. července 2016 |
| 53           | 7         | Teachable Moments      | Poučné okamžiky                         | Jesse Peretz          | Daniele Nathanson                                    | 26. května 2013 | 19. července 2016 |
| 54           | 8         | Forget It              | Zapoměn na to                           | Randall Einhorn       | Gina Gold a Aurorea Khoo                             | 2. června 2013  | 26. července 2016 |
| 55           | 9         | Heart                  | Srdce                                   | Jesse Peretz          | Liz Flahive                                          | 9. června 2013  | 2. srpna 2016     |
| 56           | 10        | Soul                   | Duše                                    | Randall Einhorn       | námět: Abe Sylvia scénář: Clyde Phillips a Tom Straw | 16. června 2013 | 23. srpna 2016    |

### Šestá řada (2014)
| Č. v seriálu | Č. v řadě | Původní název           | Český název          | Režie                     | Scénář                                                   | Premiéra v USA  | Premiéra v ČR      |
| ------------ | --------- | ----------------------- | -------------------- | ------------------------- | -------------------------------------------------------- | --------------- | ------------------ |
| 57           | 1         | Sink or Swim            | Jdi ke dnu nebo plav | Jesse Peretz              | Clyde Phillips                                           | 13. dubna 2014  | 30. srpna 2016     |
| 58           | 2         | Pillgrimage             | Pouť                 | Brendan Walsh             | Tom Straw                                                | 20. dubna 2014  | 6. září 2016       |
| 59           | 3         | Super Greens            | Všechno je skvělý    | Jesse Peretz a Abe Sylvia | Liz Flahive                                              | 27. dubna 2014  | 13. září 2016      |
| 60           | 4         | Love Jungle             | Džungle lásky        | Adam Arkin                | Abe Sylvia                                               | 4. května 2014  | 20. září 2016      |
| 61           | 5         | Rag and Bone            | Reg & Bone           | Jesse Peretz              | Ellen Fairey                                             | 11. května 2014 | 27. září 2016      |
| 62           | 6         | Nancy Wood              | Nancy Woodová        | Keith Gordon              | Carly Mensch                                             | 18. května 2014 | 4. října 2016      |
| 63           | 7         | Rat on a Cheeto         | Jako myš na sýr      | Jesse Peretz              | Heidi Schreck                                            | 25. května 2014 | 11. října 2016     |
| 64           | 8         | The Lady with the Lamp  | Žena s lampou        | Seith Mann                | Abe Sylvia                                               | 1. června 2014  | 18. října 2016     |
| 65           | 9         | Candyman                | Ten s bonbóny        | Jesse Peretz              | Liz Flahive a Ellen Fairey                               | 8. června 2014  | 25. října 2016     |
| 66           | 10        | Sidecars and Spermicide | Sidecar a spermicid  | Seith Mann                | námět: Carly Mensch scénář: Carly Mensch a Heidi Schreck | 15. června 2014 | 1. listopadu 2016  |
| 67           | 11        | Sisterhood              | Sesterství           | Brendan Walsh             | Liz Flahive                                              | 22. června 2014 | 8. listopadu 2016  |
| 68           | 12        | Flight                  | Let                  | Jesse Peretz              | námět: Abe Sylvia scénář: Clyde Phillips a Tom Straw     | 29. června 2014 | 15. listopadu 2016 |

### Sedmá řada (2015)
| Č. v seriálu | Č. v řadě | Původní název               | Český název             | Režie               | Scénář                                                       | Premiéra v USA  | Premiéra v ČR   |
| ------------ | --------- | --------------------------- | ----------------------- | ------------------- | ------------------------------------------------------------ | --------------- | --------------- |
| 69           | 1         | Clean                       | Čistá                   | Brendan Walsh       | námět: Clyde Phillips a Tony Saltzman scénář: Clyde Phillips | 12. dubna 2015  | 3. ledna 2018   |
| 70           | 2         | Deal                        | Dohoda                  | Julie Anne Robinson | Tom Straw                                                    | 19. dubna 2015  | 10. ledna 2018  |
| 71           | 3         | Godfathering                | Kmotrovství             | Brendan Walsh       | Liz Flahive                                                  | 26. dubna 2015  | 17. ledna 2018  |
| 72           | 4         | Nice Ladies                 | Milé dámy               | Keith Gordon        | Abe Sylvia                                                   | 3. května 2015  | 24. ledna 2018  |
| 73           | 5         | Coop Out                    | Cooper odchází          | Brendan Walsh       | Ellen Fairey                                                 | 10. května 2015 | 31. ledna 2018  |
| 74           | 6         | High Noon                   | Rozhodující chvíle      | Adam Bernstein      | Carly Mensch                                                 | 17. května 2015 | 7. února 2018   |
| 75           | 7         | Are You with Me, Doctor Wu? | Vnímáte mě, doktore Wu? | Brendan Walsh       | Tom Straw                                                    | 24. května 2015 | 14. února 2018  |
| 76           | 8         | Managed Care                | Řízená péče             | Jesse Peretz        | Abe Sylvia                                                   | 31. května 2015 | 21. února 2018  |
| 77           | 9         | Serviam in Caritate         | Serviam in caritate     | Brendan Walsh       | Heidi Schreck                                                | 7. června 2015  | 28. února 2018  |
| 78           | 10        | Jackie and the Wolf         | Jackie a Wolfe          | Jesse Peretz        | Ellen Fairey a Carly Mensch                                  | 14. června 2015 | 7. března 2018  |
| 79           | 11        | Vigilante Jones             | Vigilante Jones         | Brendan Walsh       | Liz Flahive                                                  | 21. června 2015 | 14. března 2018 |
| 80           | 12        | I Say a Little Prayer       | Krátce se pomodlím      | Abe Sylvia          | námět: Liz Flahive scénář: Clyde Phillips & Tom Straw        | 28. června 2015 | 21. března 2018 |